# Свети Йоан Богослов (Шаинце)
„Свети Йоан Богослов“ (на сръбски: Храм св. Јована Богослова) е възрожденска православна църква в търговищкото Шаинце, югоизточната част на Сърбия. Част е от Вранската епархия на Сръбската православна църква.
Църквата е построена в XVIII век и е гробищен храм и първоначално е посветена на Свети Йоан Кръстител. Обновена е в 1934 година и е препосветена на Свети Йоан Богослов. От 2010 зо 2016 година е извършен цялостен ремонт на храма и камбанарията. Проскомидията е от 1905 година, а иконостасът с 30 икони е от 1860 година – дело на зограф Данаил. Храмът е изписан в олтарното пространство – в апсидата е Свeта Богородица Ширшая небес с Христос Емануил на гърдите, който благославя с две ръзе.